# Dinagat

Localização da Ilha de Dinagat.

A Ilha de Dinagat se localiza no nordeste de Mindanao e ao sul do Golfo de Leyte, nas Filipinas.
Com uma área total de 802,12 km2, a ilha é parte da província de Surigao del Norte e sua capital é Basilisa. Dinagat tem seis municípios e uma população total de 106.951 habitantes (censo 2000), com 26.489 deles instalados na capital.